# Jane Leeves
Jane Leeves, född 18 april 1961 i Ilford i Redbridge, London, är en brittisk skådespelerska, främst känd för rollen som Daphne Moon, senare Daphne Crane, i situationskomedin Frasier.

## Filmografi, i urval
- 1993 - Seinfeld
- 1993 - 2004 - Frasier
- 1999 – Music of the Heart
- 2006 – Gustaf 2